# Alejandro Campaña Carvajal
Alejandro Campaña Carvajal; (Santiago, 1829 - 1899). Abogado y político conservador chileno. Hijo de Venancio Campaña Castillo y Ema Carvajal Toro. Contrajo nupcias con Fidela Carvajal Valdés.
Fue educado en el Colegio San Ignacio y en la Universidad de Chile, donde se graduó como abogado (1854). Viajó por Europa, donde perfeccionó sus conocimientos legales en París y Barcelona, donde además cultivó las Letras.
Fue orador del 3.er. Juzgado del Crimen de Santiago (1876) y juez (1880). Escribió columnas de opinión política en los periódicos La República y El Mercurio.
Miembro del Partido Conservador. Fue elegido Diputado por Santiago (1891-1894), formando parte de la comisión permanente de Educación y Beneficencia.